# معيارية لغوية

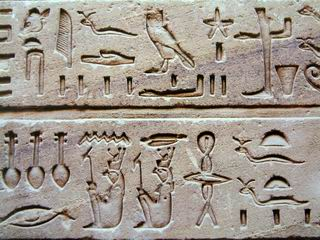

المعيارية اللغوية أو الأمريَّة اللغويَّة هو اعتبار نوع من الكلام أصح أو أفصح أو أفضل من الناحية اللغوية. قد يتضمَّن هذا النظر إلى طريقة كلام على أنها غير منطقية أو غير واقعيَّة أو فاقدة للجمال، ويرتبط المفهوم أحيانا بفكرة الصفائية اللغوية. المعيارية اللغوية تمتد إلى عدة نواحٍ من نواحي استخدام اللغة (إن لم تكن جميعها)، كالكتابة والنطق والنحو والصرف وحتى دلالة الكلمات. عادة ما يقوم الأمريون (المعياريون) اللغوين بالحكم على طرق كلام على أنها «صحيحة» و«غير صحيحة» اجتماعيًّا. المعيارية اللغوية عادة ما تتعارض مع الوصفية اللغوية، التي تقوم بملاحظة استخدام اللغة الفعلي من قِبَل مُتحدثيها، على خلاف الأمرية (المعيارية) اللغوية التي تقوم بالإرشاد لكيف يجب أن تُستخدم اللغة وليس كيف تُستخدم اللغة.
قد تهدف الأمرية اللغوية إلى معيرة اللغة، أو تعليم ما يعتبره مجتمع معين صيغةً صحيحة، أو تقديم المشورة بشأن التواصل الفعال واللبق أسلوبيًا. إذا كانت تفضيلات الاستخدام متحفظة، فقد تظهر المعيارية مقاومة للتغيير اللغوي، وإذا كانت جذرية، فقد تؤدي إلى ظهور كلمات مستحدثة.
غالبًا ما يتناقض منهج الأمرية للغة مع المنهج الوصفي (الوصفية)، المستخدم في اللغويات الأكاديمية، التي تراقب وتُسجل كيفية استخدام اللغة فعليًا. أساس البحث اللغوي هو تحليل مجموعة نصوص (كوربوس) والدراسة الحقلية، وكلاهما أنشطة وصفية. مع ذلك قد يتضمن الوصف، ملاحظات الباحثين عن استخدام لغتهم الخاصة. في التقاليد اللغوية في أوروبا الشرقية، يُعرف الأدب الذي يتعامل مع ترسيخ اللغة والأمرية باسم «ثقافة اللغة» أو «ثقافة الكلام».
على الرغم من كونهما من الأضداد الواضحة، فغالبًا ما يعتبر المنهجين المعياري والوصفي متكاملين، إذ يجب مراعاة الحسابات الوصفية الشاملة وتسجيل تفضيلات المتحدث الحالية، والفهم المسبق لكيفية استخدام اللغة فعليًا ضروري لأن يكون المنهج المعياري فعال. منذ منتصف القرن العشرين، دمجت بعض القواميس وإرشادات التنسيق، والتي هي أعمال أمرية بطبيعتها، بصورة متزايدة المواد والمقاربات الوصفية. من الأمثلة على إرشادات التنسيق التي حُدثت لإضافة المزيد من المواد الوصفية والقائمة على الأدلة، تشمل قاموس ويبستر الدولي الثالث (1961) والإصدار الثالث من قاموس غارنر لاستخدام اللغة الإنجليزية الحديثة (2009) باللغة الإنجليزية، أو جديد بيتيت روبرت (بالفرنسية: نوفو بيتيو روبرت) باللغة الفرنسية. قد يكون النهج الوصفي الجزئي مفيدًا بصورة خاصة عند تناول موضوعات الصراع المستمر بين المرجعيات أو اللهجات أو التخصصات أو الأنماط أو السجلات المختلفة. صُممت إرشادات التنسيق أخرى، مثل دليل أسلوب شيكاغو، لفرض نمط واحد وبالتالي تظل أمرية بصورة أساسية (اعتبارًا من 2017).
يُعرف بعض المؤلفين «الأمرية» بأنها المفهوم الذي يُروج فيه لمجموعة متنوعة من اللغات باعتبارها متفوقة من الناحية اللغوية على الآخرين، وبالتالي الاعتراف بأيديولوجية اللغة القياسية كعنصر أساسي في الأمرية أو حتى تحديد الأمرية مع هذا النظام من وجهات النظر. ومع ذلك، يستخدم آخرون هذا المصطلح فيما يتعلق بأي محاولات للتوصية أو فرض طريقة معينة لاستخدام اللغة (في سياق أو سجل محدد)، مع ذلك، دون أن يعني ضمنًا أن هذه الممارسات يجب أن تنطوي على نشر أيديولوجية اللغة القياسية. وفقًا لفهم آخر، فإن الموقف الأمري هو نهج لصياغة القواعد وتدوينها ينطوي على فرض أحكام تعسفية على مجتمع الكلام، بدلًا من النهج الأكثر ليبرالية الذي يستمد بشدة من الاستطلاعات الوصفية، ولكن بمعنى أوسع، فإن هذا الأخير يشكل أيضا شكلًا من أشكال الأمرية.
يميز ماتي كابوفيتش بين «المعيارية» و«الأمرية»، حيث يُعرف الأولى بأنها «عملية تدوين لتنوع لغوي معين من أجل نوع من أنواع الاستخدام الرسمي»، والأخيرة على أنها «ميل غير علمي إلى إرباك المعيارية اللغوية».